# メロディー・雛・マークス
メロディー・雛・マークス（メロディー・ひいな・マークス　Melody Marks、2000年2月29日 - ）は、アメリカ合衆国のAV女優。日本国内においては北欧出身と報道、記述されるが、自身のツイートではアメリカ・オハイオ州出身としている。

## 略歴・人物
2018年にMelody Marks名義でアメリカにてポルノ女優としてデビュー。童顔であるなど日本に合うと見込んだ桃太郎映像出版がエージェント側と契約を結び、2020年1月に日本でAVデビュー。当時の様子を「日本に行くなんて、それまで考えたこともなかった。そもそもパスポートも持ってなかった」が、「熱意に負けた」と表現している。デビュー作でのキャッチフレーズは『北欧が生んだ2,700万人に一人の美少女』。
2019年12月6日、アダルトビデオ・デビュー作品をFANZAにて先行配信開始。その間にイメージビデオ作品を出したことも重なり、配信開始後20日間でお気に入り登録数「52880」を超え、FANZAにおける歴代1位を記録した。
第3作となる『ちくぴんく…北欧の透明すぎる金髪天使』は3週連続でFANZAレンタルフロア週間ランキングにおいて1位となった。国内においては桃太郎映像出版が独占マネジメント契約を締結しており、アダルト作品に関しては同社と、グループ企業のプラムからのみの発売となる。
2020年11月、メロディー、およびジューン・ラブジョイの活躍が目覚ましかったとして「金髪」の単語が週刊プレイボーイ選定・2020年AV流行語大賞第6位に選ばれる。ジューン・ラブジョイとはのちに友人となっている。
2020年12月に発表された「FLASH 2020年現役最強セクシー女優BEST100」読者投票・第31位。
2021年8月発表「読者300人が選んだFLASH 2021セクシー女優ランキング」読者投票54位。
2024年7月1日週FANZA動画フロアランキングにて、出演した『【福袋】山と空の野外露出！超人気あの話題作も！！20タイトル53時間オール収録！』（山と空）が3位に浮上した。
2025年2月17日週FANZA動画フロアランキングにて2023年発売の『生意気な金髪美女をストーカー拉致して眠剤レ×プ キメセクいいなり薬恋堕ち メロディー・雛・マークス』（山と空）が4位再浮上。同年6月23日週 FANZA通販フロアランキングにて『おねだりド淫乱Angel 超舌！舌倫！悶絶昇天ぬちゃぬちゃ中出し3P』（桃太郎映像出版）が初登場4位ランクイン。

## 作品

### イメージビデオ
- 白い妖精のMelody メロディー・雛・マークス（2019年12月18日、桃太郎映像出版）
- メロディー・雛・マークス Melodyous Nude（2020年6月26日、竹書房）
- 桃色遊戯 メロディー・雛・マークス（2023年1月25日、スパイスビジュアル）

### アダルトビデオ
2020年
- メロディー・雛・マークス Debut! ニッポンのおもてなしフーゾクで北欧ブロンド天使が濃厚中出しサービス!（1月7日、桃太郎映像出版）[14]
- メロディー・雛・マークス ニッポンのおもてなし 若女将編（2月7日、桃太郎映像出版）
- ちくぴんく… 北欧の透明すぎる金髪天使 学生 メロディ・雛・マークス 19歳 乳首すなぁ…【素人四畳半生中出し】COCO Premier（2月6日、プラム）
- 素人セーラー服生中出し メロディー・雛・マークス ちくぴんく×おもてなし中田氏×北欧金髪天使 COCO Premier（6月4日、プラム）
- 【専属】メロディー・雛・マークス ニッポンのおもてなし第3弾 東京逆ナンパ編（7月7日、桃太郎映像出版）[15]
- 【専属】メロディー・雛・マークス ニッポンのおもてなし第4弾 メロディーと行く! ベロチュー温泉デート編（5月7日、桃太郎映像出版）[16]
- メロディー・雛・マークス（19歳）【貴重】こっそり初撮りしてみた【中田氏】（8月31日、プラム）
- 可愛すぎるメロディー・雛・マークス（20歳）【キャンプ芸人】20歳になって初めてのお酒【真性中出し】「酔ってアナルにローター入れちゃったぁ嫌いにならないでね」（9月10日、プラム）

2021年
- メロディ―・雛・マークス ザ・ベスト完全保存版 北欧が生んだ2700万人に1人の美○女（1月7日、桃太郎映像出版）※単体ベスト
- SNSで募集したヌードモデルのメロディーちゃんが大暴走!? 撮影中に興奮しちゃってそのまま生ハメ & 中出しSEX メロディー・マークス（10月26日、クレイジーウォーカー）

2022年
- メロディー・雛・マークス 究極完全ベスト!【前編】世界的大ヒット! 例のバズった国民的美少女! 未来永劫! 超絶スペシャル保存版!（10月6日、プラム）※単体ベスト
- メロディー・雛・マークス 究極完全ベスト!【後編】世界的大ヒット! 例のバズった国民的美少女! 空前絶後! 爆裂スペシャル保存版!（11月10日、プラム）※単体ベスト
- 憧れのスチュワーデスと性交（12月2日、ドリームチケット）[17]

2023年
- ヤリマンワゴンが行く!! ハプニング ア ゴーゴー!! メロディー・雛・マークスとジューン・ラブジョイとリズの珍道中 北欧が生んだ2,700万人に1人の美少女が再来襲! ねっとり濃厚DeepKissで日本男児に猛攻SEX（1月3日、桃太郎映像出版）
- 逆♡チクビ痴漢 メロディー・マークス（1月6日、ワープエンタテインメント）
- TOKYOごっくん2泊3日観光 メロディー・雛・マークス（2月7日、山と空/妄想族）
- チ●ポに乾杯! メロディー・雛・マークス（22歳）【3度目の天使】撮影後の打ち上げで酔わせてタダマンしてみた【真性中出し】「介抱でも乳首さわったら1億円ねww」（2月9日、プラム）
- 羞恥露出 いたずらな北欧天使を限界ギリギリまで野外で脱がせて青姦生ハメ メロディー・雛・マークス（3月7日、山と空/妄想族）
- 「超ウケるwww」と乳首責め! からかい上手の留学生が校内で教師たちを射精漬けに! メロディー・雛・マークス（4月4日、山と空/妄想族）
- ちんちんヌプヌプ◇ メロディー・雛・マークス（22歳）【オイルまみれの天使】エロ漫画みたいなドスケベ女でごめんなさ～い【真性中出し】「マッサージ中に挿っちゃった? お仕置きに逆バニーだぉ♪」（4月6日、プラム）

### VR配信
2020年
- メロディー・マークス初VR メロディー・雛・マークス（10月23日、SLRオリジナル）
- もしもあの女優がメンズエステで誘ってきたら… M男モード全開で痴女プレイ楽しんでやる! メロディー・雛・マークス（12月11日、SLRオリジナル）

2021年
- 私と義弟とセフレ彼女と近親相姦レズ3P メロディー・マークス  アシュリー・レッド（4月2日、SLRオリジナル）
- 青い瞳で微笑みながら3人責めで誘惑してくる金髪女子。メロディー・マークス  リリー・ラリマー   ケンジー・リーヴス（7月30日、SLRオリジナル）

2022年
- 誘惑コンビニ店員メロディーちゃん メロディー・雛・マークス（10月21日、SLRオリジナル）

2023年
- 社員旅行先の温泉宿で美人部下とこっそり中出し不倫性交…「部長サン、私ノ浴衣ドウデスカ…」 メロディー・雛・マークス（1月13日、SLRオリジナル）
- 天使のような北欧美少女とず～っと密着エロらぶ同棲生活見つめ合いながらベロチューと甘えんぼフェラ覚えたての日本語を耳元で囁かれながらたっぷり中出しSEX射精後もいちゃいちゃ無限ループ♡ メロディー・雛・マークス（2月1日、山と空/妄想族）
- 万引きバレしたブロンド妻が青い瞳をうるうるさせて… たと思いきや! 事務所で2人っきりになった途端「外人とシタことあります?」と上から目線で誘惑してくるナマ中出し口止め交渉 メロディー・雛・マークス（2月10日、SLRオリジナル）
- 北欧天使おもてなしソープ 日本大好きな北欧美女が和の心で優しくねっとりご奉仕 高密着いちゃラブSEX生中出し メロディー・雛・マークス（3月1日、山と空/妄想族）
- 憧れの国際線スチュワーデスと性交。 メロディー・雛・マークス（6月2日、SLRオリジナル）
- ビジネス英会話講師の騎乗位レッスン 完全ジュンジャパな俺を失意のどん底から救ってくれたのは青い瞳の優しい先生でした。 メロディー・雛・マークス（6月16日、SLRオリジナル）
- 悪戯ブロンド小悪魔と妖艶グラマー美熟女の極上エステ逆3P アヴァ・マディソン メロディー・マークス（8月3日、SLRオリジナル）

## 出版・その他

### 写真集
- メロディー雛マークス 1st.写真集 雛（2020年7月31日、彩文館出版、撮影：Kendrick.Watanabe）ISBN 978-4-7756-0627-8
- coming（2023年5月25日、彩文館出版、撮影：Kendrick.Watanabe）ISBN 978-4-7756-0664-3[18]

### グッズ
- メロディー・雛・マークス直筆サイン入りTシャツ&オリジナル生写真5枚セット（2020年9月8日、桃太郎映像出版）